# Dicranolasma thracium
Espèce
Dicranolasma thracium est une espèce d'opilions dyspnois de la famille des Dicranolasmatidae.

## Distribution
Cette espèce se rencontre en Bulgarie et dans le Nord de la Grèce.

## Description
Les mâles mesurent de 4,4 à 5,2 mm et les femelles de 4,6 à 5,2 mm.
Ls mâles mesurent de 4,4 à 5,4 mm et les femelles de 4,7 à 5,4 mm.

## Systématique et taxinomie
Cette espèce a été décrite par Staręga en 1976.

## Étymologie
Son nom d'espèce lui a été donné en référence au lieu de sa découverte, la Thrace.

## Publication originale
- Staręga, 1976 : « Die Weberknechte (Opiliones, excl. Sironidae) Bulgariens. » Annales Zoologici, Polska Akademia Nauk Instytut Zoologii, vol. 33, p. 287–433.